# Médicament antigrippal
Les  antigrippaux sont des médicaments (antiviraux) destinés à lutter contre le virus de la grippe. Ils sont utilisés dans le traitement et la prévention de la grippe A (H1N1, H3N2,...) et B ; à ne pas confondre avec les antibiotiques qui sont parfois prescrits pour lutter contre une surinfection bactérienne. Le virus de la grippe mute très rapidement et de nombreuses souches grippales ont développé des résistances (ce qui implique une reformulation annuelle des vaccins antigrippaux). Il n'existe pas d'antiviraux très efficaces. Plusieurs antigrippaux mis sur le marché ont perdu rapidement de leur efficacité, à la suite des mutations adaptatives du virus.

## Inhibiteurs de la protéine M2
Le plus connu est l'amantadine, l'antigrippal le plus ancien. Il est devenu moins efficace avec l'apparition de souches virales devenues résistantes au médicament. En outre, les inhibiteurs de la protéine M2 ont des effets secondaires graves (troubles neurologiques, cardio-vasculaires) faisant qu'il ne sont presque plus utilisés.

## Oseltamivir
Ce médicament "procure au mieux un bénéfice modéré, et uniquement lorsqu'il est administré tôt dans l'infection"  ; sa capacité à prévenir les hospitalisations ou les décès est en 2019 encore controversée.

## Baloxavir
Ce médicament a été approuvé par la FDA en 2018, mais a rapidement fait naître des souches grippales résistantes.

## Favipiravir
Cet antivirus a été approuvé en 2014 au Japon pour contrer des souches grippales pandémiques résistantes aux autres médicaments, mais le virus a néanmoins muté pour s'y adapter.

## Inhibiteurs de la neuraminidase
Parmi les principaux inhibiteurs de la neuraminidase, figurent : 
- l'oseltamivir,
- le zanamivir.

## Prospective, R&D
Un vaccin ou un médicament capable de cibler tous les virus grippaux est recherché depuis des décennies, pour l'instant sans résultats. De nouveaux[Quand ?] antigrippaux suscitent de l'espoir à moyen terme, parmi lesquels :
- la ribavirine. Cette molécule est active in vitro sur le virus de la grippe A (H5N1)[3],[4]. La ribavirine est d'ailleurs utilisée contre d'autres virus respiratoires (infections à VRS).

- le N-hydroxycytidine (NHC), une molécule connue pour inhiber un large éventail de virus à ARN (le virus de la grippe en est un). Le NHC s'est montré actif contre la grippe in vitro, mais des tests sur le macaque ont montré qu'il était mal absorbé par l'organisme[1]. Des virologues ont réussi à en modifier la structure pour créer une autre molécule (l'EIDD-2801), qui se transforme en NHC une fois qu'elle a été ingérée et intégrée dans le corps[1]. Les premiers tests sur le furet (publiés en 2019) ont montré que, chez cet animal, 12 heures après l'infection, le médicament stoppe la maladie (aucun symptôme visible) et si le médicament est pris 24 heures après l’apparition de la fièvre, la maladie est atténuée (moindre production de virions que chez des animaux ayant reçu de l'oseltamivir ou aucun médicament) [1]. La durée de la fièvre est aussi raccourcie [1]. Le mécanisme d'action est compris : le NHC bloque la réplication du virus grippal en s'intégrant à l'ARN viral au moment de sa réplication, en remplaçant une molécule de cytosine, ce qui induit  des erreurs dans la duplication de l'ARN, empêchant le virus de se reproduire et d'évoluer normalement [1]. Le virus a été cultivé en étant exposé à des doses sublétales de NHC, ou en l'exposant lentement à une concentration croissante de NHC, de manière à tester sa capacité à développer une résistance à l’EIDD-2801. Les travaux de séquençage de ces virus montrent que les mécanismes d'adaptation aux virucides ont été mobilisés, mais qu'ils n'ont pas dans ce cas fonctionné, mais des virologues (ex : Albert Osterhaus, de l’Université de médecine vétérinaire de Hanovre) restent prudents ; bien d'autres médicaments après des essais prometteurs ont rapidement été contournés par le virus. Cet antivirus n'ayant pas montré de toxicité chez l'animal de laboratoire, l'EIDD-2801 pourrait être testé sur l'homme en 2020, seul ou en association à d'autres antiviraux (pour freiner l'apparition de résistance)[1].